# 紅嶺路
红岭路是深圳市内一条南北走向的道路。被定为福田罗湖两区的部分区界。
红岭路北接泥岗路，南至滨河大道。本路以起点红岭泥岗立交至与红荔路/红桂路相交的路口之间的路段又为红岭北路，本路与深南东路相交的路口至滨河红岭立交之间的路段又为红岭南路，上述两路口之间的路段又为红岭中路。

## 历史
红岭中路于1982年1月动工，1984年8月完工；红岭北路于1983年4月动工，1984年8月完工；红岭南路于1983年1月动工，1984年12月通车。

## 交汇道路
- 泥岗路、红岗路、清平高速公路（红岭泥岗立交、起点）
- 梅园路、八卦三路
- 桃园路、八卦二路
- 笋岗路
- 红桂路、红荔路
- 深南大道
- 滨河大道（滨河红岭立交、终点）

## 沿途公交车站
- 红岭泥岗立交站（原税务登记分局站）
- 市检察院站
- 建设集团站
- 荔枝公园站
- 红岭南路站
- 鹿丹村总站

## 沿途主要建筑
- 红岭中学初中部
- 深圳市检察院
- 深圳博爱医院（已搬迁）
- 荔枝公园
- 深圳大剧院
- 深圳青年宫
- 京基晶都酒店
- 红岭大厦

## 地铁站
- 7号线、9号线：红岭北站
- 9号线：园岭站
- 9号线：红岭南站
- 3号线、9号线：红岭站
- 1号线、2号线：大剧院站